# Crashs en série
Pour plus de détails, voir Fiche technique et Distribution.
Crashs en série (titre original : Free Fall) est un film américain de Mario Azzopardi sorti en 1999.

## Synopsis
Experte en sécurité de l'aviation, Renee Brennan est envoyée sur les lieux du crash d'un avion de la Trans Regional Airlines. Les circonstances lui font penser à un autre accident survenu une année plus tôt. Un jour, elle reçoit un appel anonyme lui affirmant que d'autres crashs sont sur le point de se produire...

## Fiche technique
- Titre original : Free Fall
- Réalisation : Mario Azzopardi
- Scénario : Ken et Jim Wheat d'après une histoire de Mark Homer
- Directeur de la photographie : Rhett Morita
- Montage : Mike Lee
- Musique : Ian Christian Nickus
- Décors : Gavin Mitchell
- Production : Gavin Mitchell
- Genre : Film d'action, Drame
- Pays de production :  États-Unis
- Durée : 89 minutes (1 h 29)
- Dates de sortie :
  - États-Unis : 17 janvier 1999
  - France : 24 février 2000

## Distribution
- Hannes Jaenicke (VF : Joel Martineau) : Michael Ives
- Jaclyn Smith (VF : Evelyn Selena) : Renee Brennan
- Bruce Boxleitner (VF : Bruno Carna) : Mark Ettinger
- Scott Wenworth : Scott Wallace
- Hayden Christensen (VF : Hervé Rey) : Patrick Brennan
- Nigel Bennett (VF : Gérard Rinaldi) : Donald Caldwell
- Chad Everett (VF : Michel Le Royer) : Richard Pierce
- Lori Hallier : Kelly Mason, la stewardess
- Kate Trotter : la veuve
- Brett Halsey : Tom Mason, le chef de la sécurité